# باشگاه فوتبال باروکا
باشگاه فوتبال باروکا (به انگلیسی: Baroka F.C.) یک باشگاه فوتبال آفریقای جنوبی از گا-امفاهلله در نزدیکی پولوکوین، لیمپوپو که در لیگ دسته اول ملی بازی می‌کند.

## تاریخچه
باروکا سه سال متوالی قهرمان لیگ دسته دوم شد اما دو بار اول را نتوانست از پلی‌آف به لیگ برتر صعود کند و در سومین تلاش خود به دسته اول ملی راه یافت. در اولین فصل حضورشان در دسته اول ملی، آنها به کسب سهمیه پلی‌آف برای صعود به لیگ برتر فوتبال نزدیک شدند، اما در روز آخر با تساوی ۱–۱ مقابل تاندا رویال زولو، به دلیل تفاضل گل کمتر، از رسیدن به این مهم بازماندند.
در فصل ۱۱–۲۰۱۰، در حالی که هنوز در دسته سوم بودند، با رسیدن به نیمه‌نهایی جام ندبانک و شکست چندین تیم لیگ برتری از جمله باشگاه فوتبال موروکا سوالوز و باشگاه فوتبال کایزر چیفس، توجه ملی را به خود جلب کردند.
آنها اولین عنوان قهرمانی بزرگ خود را در سال ۲۰۱۸ با شکست دادن ماملودی سانداونز و اورلاندو پایرتس در مسیر جام تلکام ناک‌اوت ۲۰۱۸ به دست آوردند.
در دسامبر ۲۰۲۳، این باشگاه با مشکلات مالی مواجه شد و تنها نیمی از حقوق بازیکنان خود را پرداخت کرد.

## ورزشگاه خانگی
پیش از سال ۲۰۲۲، این باشگاه در ورزشگاه الد پیتر موکابا بازی می‌کرد. از سال ۲۰۲۲، آنها در ورزشگاه گلوبال بازی می‌کنند.

## افتخارات
- لیگ دسته اول ملی فوتبال آفریقای جنوبی
  - قهرمان: ۱۶–۲۰۱۵ [۷]
- جام ندبانک
  - نیمه نهایی: ۱۱–۲۰۱۰

- تلکام ناک‌اوت
  - قهرمان: ۲۰۱۸[۳]

- دسته دوم اتحادیه فوتبال آفریقای جنوبی
  - قهرمان لیمپوپو استریم: ۱۱–۲۰۱۰، ۱۲–۲۰۱۱، ۱۳–۲۰۱۲
  - قهرمان: ۱۳–۲۰۱۲

## عملکرد لیگ

### دسته دوم اتحادیه فوتبال آفریقای جنوبیلیمپوپو استریم
- ۱۰–۲۰۰۹ – ۵ام
- ۱۱–۲۰۱۰ – قهرمان
- ۱۲–۲۰۱۱ – قهرمان
- ۱۳–۲۰۱۲ – قهرمان (صعود)[۸]

### لیگ دسته اول ملی فوتبال آفریقای جنوبی
- ۱۴–۲۰۱۳ – ۴ام
- ۱۵–۲۰۱۴ – ۹ام
- ۱۶–۲۰۱۵ – قهرمان (صعود)

### لیگ برتر
- ۱۷–۲۰۱۶ – ۱۵ام
- ۱۸–۲۰۱۷ – ۱۴ام
- ۱۹–۲۰۱۸ – ۱۴ام
- ۲۰–۲۰۱۹ – ۱۴ام
- ۲۱–۲۰۲۰ – ۱۰ام
- ۲۲–۲۰۲۱ – ۱۶ام (سقوط)

### لیگ دسته اول ملی فوتبال آفریقای جنوبی
- ۲۳–۲۰۲۲ – ۹ام
- ۲۴–۲۰۲۳ – سوم
- ۲۵–۲۰۲۴ – ۸ام